# 刘勇 (1963年)
刘勇（1963年—），汉族，中华人民共和国政治人物、第十一届全国政协委员。
担任北京市市政工程设计研究总院副院长。2008年，当选第十一届全国政协委员，代表无党派人士，分入第十四组。